# 잭 스미스 (스코틀랜드의 축구 선수)
존 레이드 "잭" 스미스(John Reid "Jack" Smith, 1895년 4월 2일 ~ 1946년 9월)는 스코틀랜드의 축구 선수로, 볼턴 원더러스 중앙 공격수로 1923년과 1926년 FA컵에서 우승하는데 큰 기여를 하였다.

## 경력
- 킬마녹 FC
  - 스코틀랜드 컵 우승: 1920년
- 카우덴비스 FC
  - 스코틀랜드 풋볼 리그 2부 준우승: 1921-22년 시즌
- 볼턴 원더러스 FC
  - FA컵 우승: 1923년, 1926년